# Brabourne Lees
Brabourne Lees är en ort i grevskapet Kent i sydöstra England. Orten ligger i distriktet Ashford och civil parishen Brabourne, cirka 7,5 kilometer sydost om Ashford. Tätorten (built-up area) hade 1 480 invånare vid folkräkningen år 2021.